# مایکل گوردون (کارگردان فیلم)
مایکل گوردون (انگلیسی: Michael Gordon؛ ۶ سپتامبر ۱۹۰۹ – ۲۹ آوریل ۱۹۹۳) کارگردان اهل ایالات متحده آمریکا بود.
از فیلم‌ها یا برنامه‌های تلویزیونی که وی در آن نقش داشته‌است می‌توان به حرف‌های خودمانی اشاره کرد.